# Edie McClurg
Edie McClurg (Kansas City (Missouri), 23 juli 1951) is een Amerikaans film-, televisie- en stemactrice. Ze is vooral bekend van haar rollen in televisieseries, maar heeft ook enkele optredens gehad in succesvolle films.

## Biografie
McClurg begon haar carrière met een rol in de horrorrfilm Carrie (1976) van Brian De Palma, gebaseerd op de gelijknamige thriller van Stephen King. Daarna was ze te zien in meer dan 150 films en televisieseries, vaak als een vrouw van middelbare leeftijd; een enigszins koppige en domme Midwesterse. Gedurende haar carrière sprak ze ook stemmen in, waaronder voor de animatiefilm The Jetsons (1962) en het meer recentere Cars (2006) waarin ze te horen is als Minny.
Ze is bekend van haar rollen in enkele films van regisseur en schrijver John Hughes: in Ferris Bueller's Day Off (1986) speelt ze Mr. Rooneys domme secretaresse Grace en in Planes, Trains & Automobiles (1987) is ze te zien als de autoverhuurster waar Steve Martin een beroep op doet. Verder speelde ze Lucille Tarlek in WKRP in Cincinnati, Mrs. Patty Poole in The Hogan Family en Martha George in Flubber, met Robin Williams. Ze was vooral te zien in Amerikaanse televisieseries, waarin ze geregeld eenmalige gastoptredens had, of slechts een seizoen of aflevering te zien was.

## Filmografie
- 1976 - Carrie - Helen Shyres
- 1979 - WKRP in Cincinnati - Lucille Tarlek
- 1980 - Oh, God! Book II - Mr. Bensons secretaresse
- 1986 - Ferris Bueller's Day Off - Gracy, de secretaresse
- 1987 - Planes, Trains & Automobiles - Autoverhuurster
- 1988 - Crash Course - Beth Crawford
- 1988 - Dance 'Til Dawn - Ruth Strull
- 1991 - Curly Sue - Secretaresse
- 1992 - A River Runs Through It - Mrs. Burns
- 1993 - Airborne - Tante Irene
- 1994 - Natural Born Killers - Mallory's moeder
- 1997 - Flubber - Martha George
- 2000 - Hanging Up - Esther
- 2002 - Van Wilder - Campus Tour gids
- 2006 - Scooby-Doo! Pirates Ahoy! - Peggy Jones / Sea Salt Sally
- 2008 - Holyman Undercover - Martha (post-productie)

### Stemmen
- 1962 - The Jetsons - Verschillende stemmen
- 1989 - The Little Mermaid - Carlotta
- 1998 - A Bug's Life - Dr. Flora
- 2004 - Paniek op de Prairie - Verschillende stemmen
- 2006 - Cars - Minny
- 2011 - Cars 2 - Minny
- 2012 - Wreck-It Ralph - Mary